# Megopis sulcipennis
Megopis sulcipennis är en skalbaggsart som först beskrevs av White 1853.  Megopis sulcipennis ingår i släktet Megopis och familjen långhorningar.
Artens utbredningsområde är:
- Burma.
- Nepal.

Inga underarter finns listade i Catalogue of Life.